# Beynat
Beynat este o comună în departamentul Corrèze din centrul Franței. În 2009 avea o populație de 1.253 de locuitori.

## Evoluția populației
| An        | 1975  | 1982  | 1990  | 1999  | 2006  | 2009  |
| --------- | ----- | ----- | ----- | ----- | ----- | ----- |
| Populație | 1.132 | 1.101 | 1.068 | 1.149 | 1.217 | 1.253 |